# Indiana (São Paulo)
Indiana é um município brasileiro do estado de São Paulo. Hoje, com mais de cem anos de história, o município foi o primeiro povoado do Oeste Paulista. A cidade possui o status de "terra da cerâmica", devido à grande quantidade de cerâmicas e olarias que movimentam sua economia. 

## Topônimo
O nome "Indiana" decorre dos inúmeros grupos indígenas que habitavam a região (como Coroados e Xavantes), denominação criada por Decreto nº 6638 de 31 de agosto de 1934, no Município de Presidente Prudente, SP (anteriormente "Fazenda Indiana" e antiga "Fazenda Velha").

## História
Com a chegada de Alonso Junqueira, em 3 de junho de 1907, mais precisamente onde mais tarde se tornaria a sede da Fazenda Indiana, foi armado no dia seguinte (4 de junho de 1907) o primeiro rancho de zinco da região e posto de recursos, sendo essa a data e razão para a fundação de Indiana, e um capítulo importante para a expansão e desenvolvimento do Estado de São Paulo. Em 1915, o capitão Whitacker instalou-se definitivamente para a colonização de Indiana e da Fazenda Mandaguari, surgindo assim o primeiro povoado do Oeste Paulista.
O povoado que nasceu, serviu como base da Cia. Viação São Paulo-Mato Grosso (atualmente desativada), a fim de controlar a Estrada Boiadeira de São Matheus (um ponto de comunicação viária entre os dois Estados, e sua principal base de negócios na região) que ligava Campos Novos ao Porto Tibiriçá.
São considerados os fundadores do Município: o Capitão Francisco Whitaker, o Coronel Arthur de Aguiar Diederichsen e o senhor Alonso Junqueira.
Indiana passou a Município, na comarca de Martinópolis, pela Lei N.º 233, de 24 de dezembro de 1948 e sua instalação verificou-se no dia 17 de março de 1949. Nesta mesma data, em 1948, também foi escolhido o primeiro prefeito: Elias Salomão, cuja administração iniciou-se em janeiro de 1949, e terminou em 1952.
A cidade teve sua fase áurea do café, algodão, amendoim, com empresas como Anderson Clayton e a Máquina de Beneficiamento Mario Antunes, além das cerâmicas e olarias que existem até hoje e movimentam amplamente sua economia.

## Geografia
Localiza-se a uma latitude 22º10'28" sul e a uma longitude 51º15'06" oeste, estando a uma altitude de 479 metros. Sua população estimada em 2016 era de 4.936 habitantes. Possui uma área de 127,6 km².

### Rodovias
- SP-425
- SP-487

### Ferrovias
- Linha Tronco da antiga Estrada de Ferro Sorocabana[6]

## Demografia

### População
| Crescimento populacional                             | Crescimento populacional | Crescimento populacional | Crescimento populacional |
| Ano                                                  | População Total          |                          | %±                       |
| ---------------------------------------------------- | ------------------------ | ------------------------ | ------------------------ |
| 1950                                                 | 6 107                    |                          | —                        |
| 1958                                                 | 3 900                    |                          | −36,1%                   |
| 1960                                                 | 6 043                    |                          | 54,9%                    |
| 1970                                                 | 5 156                    |                          | −14,7%                   |
| 1980                                                 | 4 372                    |                          | −15,2%                   |
| 1991                                                 | 4 622                    |                          | 5,7%                     |
| 2000                                                 | 4 932                    |                          | 6,7%                     |
| 2010                                                 | 4 825                    |                          | −2,2%                    |
| 2022                                                 | 5 090                    |                          | 5,5%                     |
| Est. 2024                                            | 5 191                    | [ 7 ]                    | 2,0%                     |
| Fontes: Censos Demográficos IBGE e Estimativas SEADE |                          |                          |                          |

### Dados demográficos
Dados do Censo - 2010
População total: 4.803* Urbana: 4.061
- Rural: 871
- Homens: 2.501
- Mulheres: 2.431

Densidade demográfica (hab./km²): 38,65
Mortalidade infantil até 1 ano (por mil): 14,10
Expectativa de vida (anos): 72,19
Taxa de fecundidade (filhos por mulher): 2,32
Taxa de alfabetização: 89,18%
Índice de Desenvolvimento Humano (IDH-M): 0,789
- IDH-M Renda: 0,698
- IDH-M Longevidade: 0,786
- IDH-M Educação: 0,882

(Fonte: IPEADATA)

## Política e administração
- Prefeito: Wheslen Thiego Scaione Cachoeira (PODE)
- Vice-prefeito: Riel Poletto Marchesi (Avante)[12]
- Presidente da câmara: Anderson Aparecido de Oliveira (Avante) - (2021-2022)

## Infraestrutura

### Comunicações
O sistema de telefones automáticos foi inaugurado na cidade em 1981 pela Telecomunicações de São Paulo (TELESP), que também implantou o sistema de discagem direta à distância (DDD) em 1988 com o código de área (0182). Anteriormente a cidade era atendida pela Empresa Telefônica Paulista.
Na década de 90 o código DDD da cidade foi alterado para (018), para padronização do sistema telefônico com a telefonia celular que estava sendo implantada em todo o estado.

## Religião

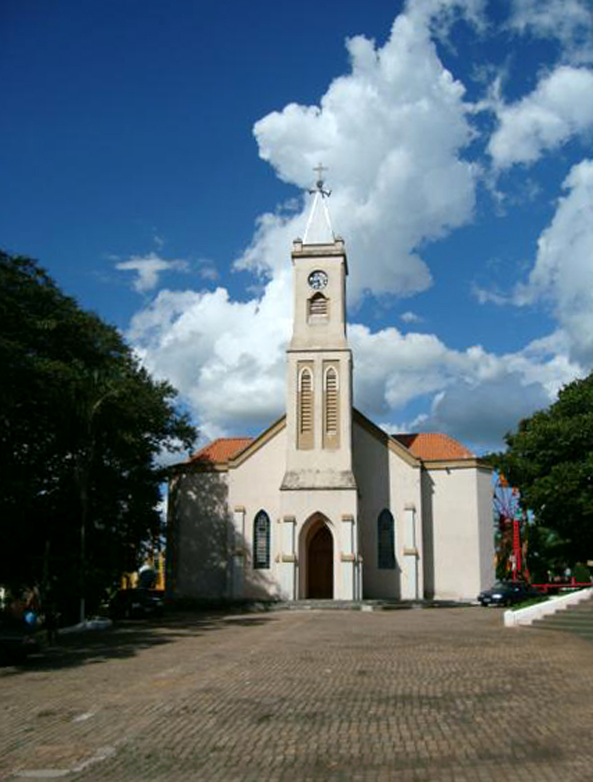
Igreja Matriz.

O Cristianismo se faz presente na cidade da seguinte forma:

### Igreja Católica
- A igreja faz parte da Diocese de Presidente Prudente.[18]

### Igrejas Evangélicas
Entre as igrejas protestantes históricas, pentecostais e neopentecostais, encontram-se na cidade:
- Assembleia de Deus Ministério do Belém.[21][22]
- Congregação Cristã no Brasil.[23]